# See Siang Wong

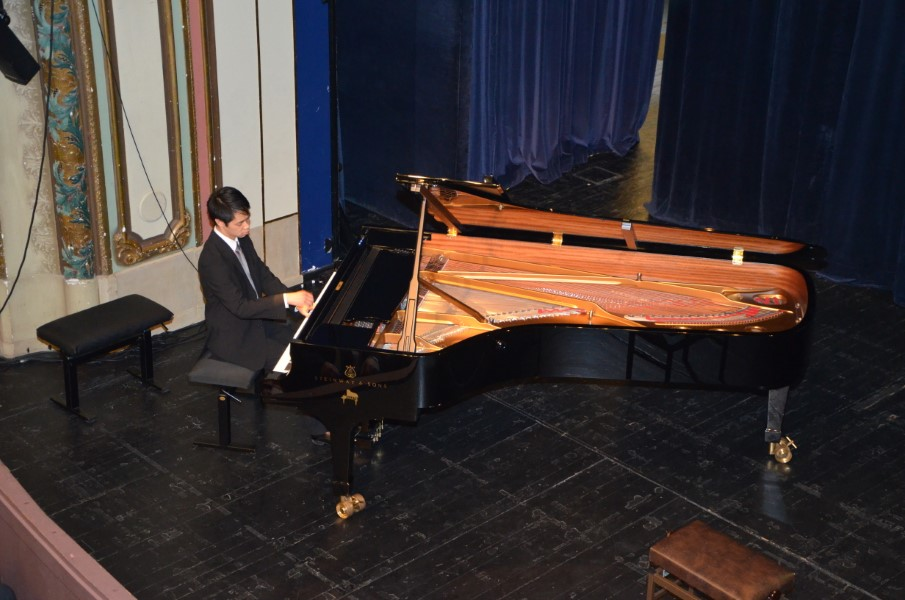
See Siang Wong

See Siang Wong (chinesisch: 黃旭洋, pinyin:huáng xù yáng; * 7. Mai 1979 in Arnhem) ist ein Schweizer Pianist chinesischer Abstammung.

## Leben
See Siang Wong ist der Sohn chinesischer Eltern, die in Singapur bzw. Malaysia geboren wurden. Er studierte in den Niederlanden bei Marjès Benoist und in der Schweiz bei den Pianisten Homero Francesch und Bruno Canino. Mit zwölf Jahren gab er sein Konzertdebüt, begleitet vom Niederländischen Rundfunkorchester.
See Siang Wong ist in über 30 Ländern in Europa, Asien, Amerika, dem Mittleren Osten und Australien aufgetreten. Er gab Konzerte mit bekannten Dirigenten wie Pierre Boulez (Webern Konzert, Berio O King, Boulez Dérive I im Rahmen des Lucerne Festivals), Ralf Weikert (Mozart Klavierkonzert Nr. 23 KV 488), Howard Griffiths (Mozart Klavierkonzert Nr. 12 KV 414). Höhepunkte waren die Auftritte unter anderem in Amsterdam (Concertgebouw), London (St. Martin in the Fields), Zürich (Tonhalle), Luzern (KKL), Paris (Salle Olivier Messiaen), Helsinki (Aino Ackté), Budapest (Marmorsaal), Prag (Villa Bertramka), St. Petersburg (Philharmonie) und Bogotá (Luis Ángel Arango).
Neben dem klassischen Repertoire mit den Schwerpunkten Mozart, Chopin, Schumann und Debussy setzt sich See Siang Wong vor allem für die Neue Musik ein. Er spielt in seinen Konzerten Klavierwerke von zeitgenössischen Komponisten wie Arnold Schönberg, Luciano Berio, György Ligeti, György Kurtág, Wolfgang Rihm, Péter Eötvös, Emmanuel Nunes, Marco Stroppa, James Dillon und Jonathan Harvey. Das Projekt Swiss Piano wurde von ihm 2008 initiiert und präsentiert neue Schweizer Klavierwerke, die See Siang Wong gewidmet sind. Das Projekt möchte die Kreation von neuer Schweizer Klaviermusik fördern. Viele bekannte und junge Schweizer Komponisten haben bereits für das Projekt geschrieben (u. a. Daniel Fueter, Hans Ulrich Lehmann, Laurent Mettraux, Isabel Mundry, Rolf Urs Ringger, Jürg Wyttenbach, Gérard Zinsstag, Alfred Zimmerlin).
Bei Decca Records (Universal) erschienen bisher sechs CDs mit Klavierwerken von Beethoven, Chopin, Debussy, Haydn, Mozart und Schumann. 2012 kam sein erstes Album bei Red Seal (Sony Music) mit Klavierwerken von Franz Schubert heraus, wofür er den «Golden Label Award» der Belgischen Schallplattenkritik erhielt. Die Chopin-, Mozart- und Schumann-Aufnahmen und die Schumann/Beethoven-CD (Novalis) wurden vom Schweizer Rundfunk als «Klassik-Highlight» ausgezeichnet. Weitere Aufnahmen erschienen bei Deutsche Grammophon und verschiedenen unabhängigen Labels. 2016 wurde «Cinema Classics» (Sony Classical) die Nr. 1 der englischen Classical Charts und wurden seine beiden Alben «Piano Movie Lounge» Bestseller in Deutschland, Österreich und der Schweiz.
Wong unterrichtet seit 2002 an der Zürcher Hochschule der Künste. Er wird regelmässig als Juror zu Wettbewerben eingeladen, u. a. 2012 an den Géza Anda Wettbewerb (SRF Radio Juror), 2014 an den Marguerite Meister Wettbewerb, 2015 an den Edwin Fischer Wettbewerb. Er gibt Meisterkurse im In- und Ausland und gehört zum  Kreis der Steinway-&-Sons-Künstler.
See Siang Wong lebt in der Schweiz.

## Foodie
Neben seiner Musikkarriere ist See Siang Wong auch als Koch und Foodblogger aktiv. 2018 wurde er Gewinner der  schweizerischen TV-Kochshow Männerküche, einer der beliebtesten Kochsendungen der Schweiz.

## Diskografie
- Chopin/Beethoven: Piano Concertos Nos. 1 & 4 (The Chamber Versions) – RCA 8887 5061 442
- Piano Movie Lounge 2 – Sony Classical 8887 5177 292
- Bach Söhne: Piano Concertos and Piano Pieces – Deutsche Harmonia Mundi 8888 3734 6320 – 2 CD-Box
- Piano Movie Lounge – Sony Classical 8888 3702 832
- Franz Schubert: Piano Works Impromptus D 899, op. 90 / Sonate in A-Dur D 664 / Allegretto in C-Moll D 915 / Ungarische Melodie D 817 / Deutscher Tanz D 366/4 – RCA 8876 5445 962
- Piano Duets: Werke von Liste, Schaeuble, Honegger, Martin – GUILD 7370
- Swiss Piano: Neukompositionen für Klavier – ZHDK Records 23-10
- Haydn/Mozart: Klavierkonzert in D-Dur / Klavierkonzert Nr. 12 in A-Dur KV 414 DECCA 476 4183
- Ludwig van Beethoven: Piano Sonatas: Pathétique / Mondschein / Waldstein / Andante Favori / Für Elise DDD-DECCA 476 3860.
- Robert Schumann: Konzert für Klavier und Orchester in A-Moll. Op. 54 / Ludwig van Beethoven: Konzert für Klavier und Orchester Nr. 6 in D-Dur. Op. 61a (Klavierbearbeitung des Violinkonzerts, Op. 61) Novalis 150 194-2.
- Robert Schumann: Papillons. Carnaval. Kinderszenen. Arabeske. DDD-DECCA 179 7344.
- Wolfgang Amadeus Mozart: Klavierkonzert Nr. 21 in C-Dur. KV 467 / Ludwig van Beethoven: Klavierkonzert Nr. 3 in C-Moll. Op. 37 Novalis 150 191-2.
- Wolfgang Amadeus Mozart: Piano Sonatas. K283, K330, K331, K570 DECCA 476 6756.
- Olivier Messiaen: Oiseaux Exotiques. ZHdK Records 01/08.
- Emmanuel Nunes: Litanies du feu et de la mer. I & II (Filmmusik zur Neufassung von Harte Arbeit am Fluss Douro)/ Rudolf Kelterborn: Klavierstücke 1–6. Guild GMCD 7318.
- Claude Debussy: Early Piano Works. Arabesques, Rêverie, Ballade, Suite Bergamasque, Pour le Piano, Mazurka, Valse Romantique, Estampes. DECCA 476 312-2.
- Frédéric Chopin: Waltzes & Nocturnes. Grande Valse brillante, Waltz op. 34, op. posth. 64 Nr. 1 & 2, op. posth. 69 Nr. 1 & 2, op. posth. 70 Nr. 2, Nocturne op. 9, op. 15, op. 37, op. 55, op. posth. DECCA 476 307-5.
- The Radio Swiss Classic Collection Vol. 5. Chopin Nocturnes op. 9 Deutsche Grammophon 480 043-0.
- The International Festival of Arts St. Petersburg. Piano music of Louis Durey, Arthur Honegger, Francis Poulenc, Germaine Tailleferre FOA-CD1.
- The Radio Swiss Classic Collection Vol. 4. Debussy Valse Romantique Deutsche Grammophon 442 881-6.
- Klassieke Muziek. Piano music of Joseph Haydn SMA 97-01.
- Solo voor een Kind Mozart. Klavierkonzert Nr. 8, KV 248 Rose Records RCD F24.
- Jazz meets Impressionism. Werke für Flöte und Klavier von Astor Piazzolla, George Gershwin, Claude Debussy, Luiz Bonfá, Carl Nielsen, Mike Mower Duo Oblivion 001.
- Gioachino Rossini: Petite Messe solennelle. Liverpool Records DMR 638-1.
- Der Weihnachtsabend. Graham F. Valentine, Sprache/Gesang Sprechtheater, 2003.
- Nello Santi: Festschrift Nello Santi. Mit einer CD mit Klavierwerken von Hans von Bülow. Kranich, Zollikon 2001, ISBN 3-909194-06-0.